# Wyspy Alor

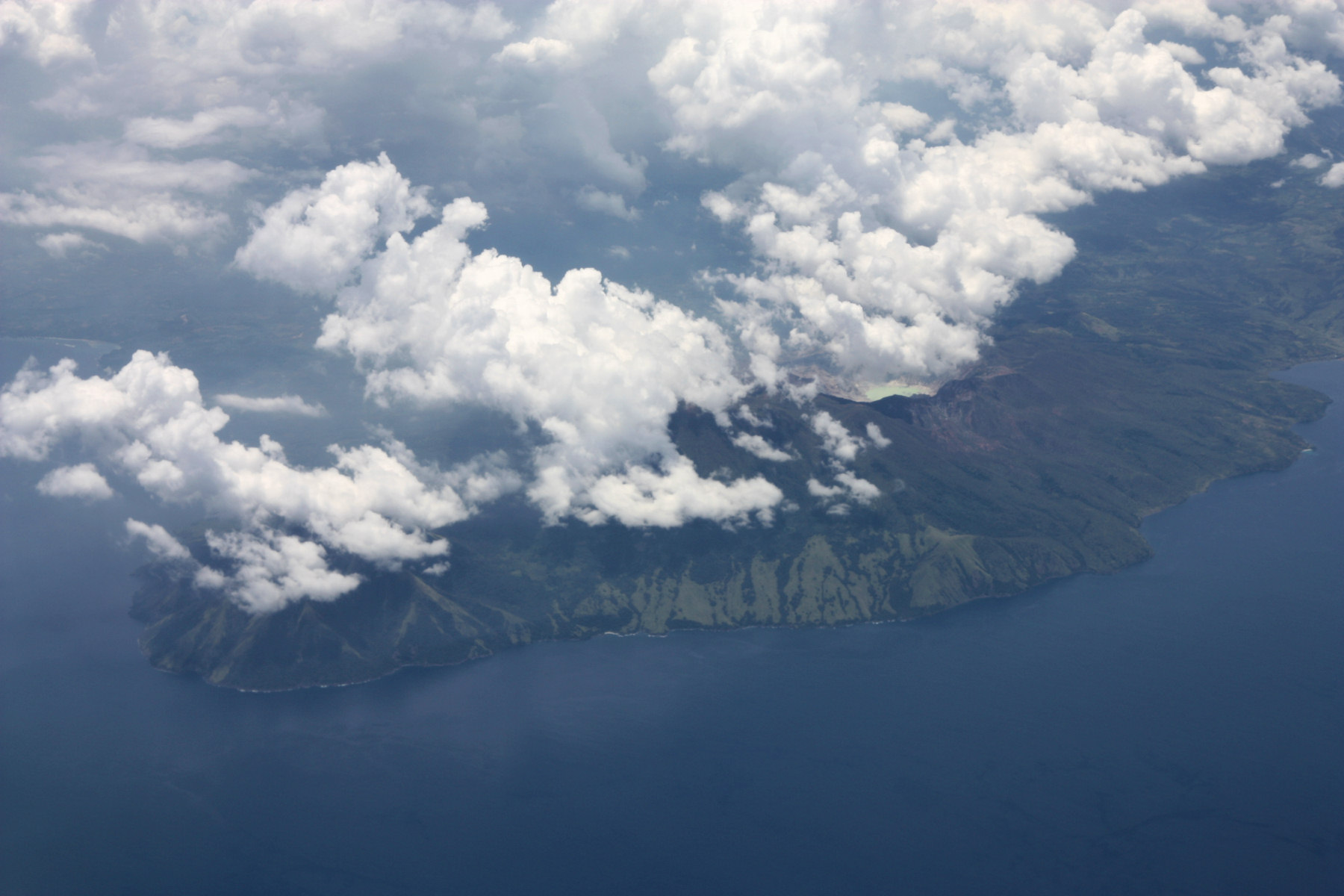
Wulkan Sirung na wyspie Pantar, widok z lotu ptaka

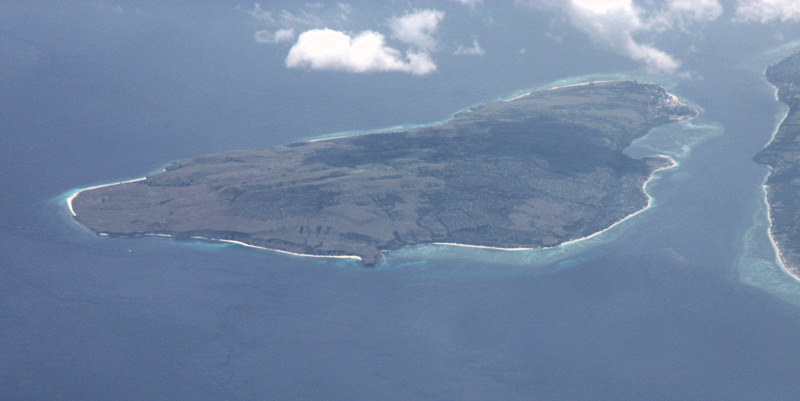
Kangge, jedna z najmniejszych wysp archipelagu

Wyspy Alor (dawniej Wyspy Ombai, indonez. Kepulauan Alor) – archipelag w Indonezji pomiędzy morzem Banda (na północy) i cieśniną Ombai (na południu), na północ od wyspy Timor; należy do Małych Wysp Sundajskich.
Powierzchnia 2916 km²; ok. 150 tys. mieszkańców (2000). Wyspy pochodzenia wulkanicznego, zbudowane z wylewnych skał magmowych; największe: Alor, Pantar; powierzchnia górzysta (najwyższy szczyt Potomana 1839 m n.p.m.); klimat podrównikowy wilgotny, z porą suchą, opady roczne od 1000 do 4000 mm. Naturalny las monsunowy został w większości zastąpiony przez uprawy i wtórne zbiorowiska trawiaste.
Uprawa głównie ryżu, kukurydzy, bawełny i palmy kokosowej; rybołówstwo.
Zamieszkane przez Malajów, Balijczyków i Papuasów; administracyjnie należą do prowincji Małe Wyspy Sundajskie Wschodnie.
Główne miasto Kalabahi.